# Ferrovia do Panamá

Traçado da Ferrovia do Panamá

A ferrovia do Canal do Panamá ou ferrovia do Panamá (em castelhano:  Ferrocarril de Panamá) é uma linha ferroviária que liga os oceanos Atlântico ao Pacífico na América Central. A rota se estende por 76,6 km através do istmo do Panamá, de Colón (Atlântico) a Balboa (Pacífico, perto da Cidade do Panamá). Por causa das difíceis condições físicas da rota e do estado da tecnologia, a construção foi reconhecida como uma conquista internacional da engenharia, que custou 8 milhões de dólares e a vida de cerca de 5 mil a 10 mil trabalhadores. Inaugurada em 1855, a ferrovia precedeu o Canal do Panamá em meio século; o canal foi posteriormente construído paralelo à ferrovia.
Conhecida como Panama Railroad Company quando foi fundada no século XIX, a linha hoje é operada como Panama Canal Railway Company. Desde 1998, é propriedade conjunta da Kansas City Southern e da Mi-Jack Products e alugada ao governo do Panamá. A Ferrovia do Canal do Panamá atualmente oferece serviços de carga e passageiros.
A linha foi construída pelos Estados Unidos e o principal incentivo foi o grande aumento no tráfego de passageiros e carga do leste dos EUA para a Califórnia após a corrida do ouro de 1849. O Congresso dos Estados Unidos forneceu subsídios a empresas para operar navios de correio e passageiros a vapor nas costas e apoiou alguns fundos para a construção da ferrovia, que começou em 1850; o primeiro trem rentável percorreu toda a extensão em 28 de janeiro de 1855. Referida como uma "ferrovia interoceânica" quando foi inaugurada, [5] foi mais tarde também descrita por alguns como uma ferrovia "transcontinental", apesar de atravessar apenas o estreito istmo que conecta os continentes da América do Norte e do Sul.
Por um tempo, a Ferrovia do Panamá também possuía e operava navios oceânicos que forneciam correio e serviço de passageiros para algumas das principais cidades das costas leste e oeste dos Estados Unidos, respectivamente. A infraestrutura dessa ferrovia foi de vital importância para a construção do Canal do Panamá em uma rota paralela meio século depois. 